# Liste de jeux vidéo Star Trek
 (octobre 2019).
Si vous disposez d'ouvrages ou d'articles de référence ou si vous connaissez des sites web de qualité traitant du thème abordé ici, merci de compléter l'article en donnant les références utiles à sa vérifiabilité et en les liant à la section « Notes et références ».
 (octobre 2019).
La liste de jeux vidéo Star Trek répertorie les jeux vidéo en lien avec Star Trek, l'univers de fiction créé par Gene Roddenberry dans les années 1960.

## Les jeux par genre
Les titres sont classés en fonction du genre de jeu auxquels ils appartiennent.

### Jeu massivement multijoueur (MMORPG)
- Star Trek Online (2010)

développé par Cryptic Studios sous Windows
- Star Trek Timelines (2014)

développé par Disruptor Beam sous iOS, Android, Facebook et Steam
- Star Trek en territoire Alien (en) (2015)

développé par CBS Interactive et GameSamba

### Jeux d'action
- Star Trek : Le Mal caché (1999)

développé par Presto Studios sous Windows
- Star Trek: Klingon Academy (2000)

développé par Interplay Entertainment sous Windows
- Star Trek: Starfleet Command II Empires at War (2001)

développé par Interplay Entertainment sous Windows
- Star Trek: Bridge Commander (2002)

développé par Totally Games sous Windows
- Star Trek: Starfleet Command III sous Windows

### Jeu d'aventure
- Star Trek (1992)

développé par Visual Concepts sur Game Boy
- Star Trek: 25th Anniversary (1993)

développé par Interplay Entertainment sous Windows et Amiga 1200
- Star Trek: Deep Space Nine: Crossroads of Time (1995)

développé par Novotrade sur Mega Drive et Super Nintendo
- Star Trek: Deep Space Nine: Harbinger (1996)

développé par Stormfront Studios sous Windows
- Star Trek: Judgment Rites (1996)

développé par Interplay Entertainment sous Windows
- Star Trek: Resurgence (2023)

développé par Dramatic Labs sous Windows

### Jeu de combat spatial
- Star Trek: Starfleet Academy - Starship Bridge Simulator (1995)

développé par Interplay Entertainment sur Super Nintendo et 32X
- Star Trek: Starfleet Academy (1997)

développé par Interplay Entertainment sur Mac OS et Windows
- Star Trek: Invasion (2000)

développé par Warthog sur PlayStation
- Star Trek: Shattered Universe (2004)

développé par Starsphere Interactive et édité par Interplay Entertainment sur PlayStation 2 et Xbox
- Star Trek: Legacy (fin 2006)

développé par Bethesda Softworks et Mad-Doc Software sur Windows et Xbox 360
- Star Trek: Bridge Crew (2017) : développé par Red Storm Entertainment sur Windows et Playstation 4

### Jeu de stratégie en temps réel
- Star Trek: Armada (2000)

développé par Activision sous Windows
- Star Trek: New Worlds (2000)

développé par Interplay Entertainment sous Windows
- Star Trek: Armada II (2001)

développé par Mad Doc Software sous Windows
- Star Trek: Deep Space Nine: Dominion Wars (2001)

développé par Gizmo Games sous Windows
- Star Trek: Away Team (2001)

développé par Reflexive Entertainment sous Windows

### Jeu de grande stratégie
- Star Trek: Infinite (2023) jeu de grande stratégie 4X

édité par Paradox Interactive sous Windows et MacOS

### Jeu de tir
- Star Trek: Generations (1997)

développé par MicroProse Software sous Windows
- Star Trek Voyager: Elite Force (2000)

développé par Raven Software sous Windows
- Star Trek Voyager: Elite Force Extension (2001)

développé par Raven Software sous Windows
- Star Trek: Deep Space Nine: The Fallen (2001)

développé par The Collective, Inc. sous Windows
- Star Trek: Elite Force II (2003)

développé par Ritual Entertainment sous Windows